# William Cartwright (Chính trị gia Bahamas)
William "Bill" Cartwright (khoảng 1923 – 7 tháng 6 năm 2012) là một chính trị gia, nhà môi giới và nhà xuất bản tạp chí Bahamian. Cartwright, cùng với Sir Henry Milton Taylor và Cyril Stevenson, đồng sáng lập Đảng Tự do Tiến bộ (PLP) vào năm 1953, đảng chính trị quốc gia đầu tiên được thành lập ở Bahamas.  Ông là thành viên cuối cùng còn sống trong ba người sáng lập của PLP.
Cartwright là một người gốc ở Long Island, Bahamas.  Ông được bầu vào Quốc hội Bahamas, Hạ Nghị viện, vào năm 1949 như một đại diện của Đảo Cat.  Ông phục vụ trong quốc hội trong bảy năm.
Năm 1953, Cartwright đã cùng với Sir Henry Milton Taylor và Cyril Stevenson thành lập Đảng Tự do Tiến bộ (PLP), đảng chính trị quốc gia đầu tiên ở Bahamas.  Chính trị bên ngoài Cartwright làm việc như một nhà môi giới trước khi trở thành một nhà xuất bản tạp chí sau này.
Cartwright cư trú tại Good Samaritan Home ở Nassau trong hai năm cuối đời.  Ông qua đời tại Bệnh viện Princess Margaret ở Nassau lúc 4 giờ sáng ngày 7 tháng 6 năm 2012, ở tuổi 89.  Toàn quyền Arthur Arthurkeskes đã viếng thăm Cartwright ba tuần trước khi ông qua đời.  Thủ tướng của Bahamas và lãnh đạo của PLP, Perry Christie, đã trình bày một bài phát biểu để vinh danh Cartwright trước Hội đồng, gọi ông là "anh hùng dân tộc", người đóng góp "vai trò lịch sử mà ông trong nền tảng chính trị của đảng Bahamas. "   Loretta Butler-Turner, phó lãnh đạo của Phong trào Quốc gia Tự do đối lập (FNM) và MP cho Đảo Long của Cartwright, nói rằng "Ông ta là người sáng lập ra đất nước Bahamas hiện đại".  Butler-Turner cũng kêu gọi thành lập một dự án lịch sử truyền miệng quốc gia sau cái chết của Cartwright để bảo tồn lịch sử hiện đại, xã hội và quốc gia và bản sắc dân tộc của đất nước.